# Hamburg European Open 2019
Hamburg European Open 2019, známý také pod názvem German Tennis Championships 2019, byl tenisový turnaj pořádaný jako součást mužského okruhu ATP Tour, který se odehrával ve druhém největším německém městě Hamburku na otevřených antukových dvorcích. Konal se mezi 22. až 28. červencem 2019 v areálu Am Rothenbaum jako 113. ročník turnaje.
Rozpočet hamburské události, patřící do kategorie ATP Tour 500, činil 1 855 490 eur. Nejvýše nasazeným hráčem ve dvouhře se opět stal čtvrtý muž žebříčku Dominic Thiem z Rakouska. Jako poslední přímý účastník do hlavní soutěže ve dvouhře nastoupil 81. hráč žebříčku Rus Andrej Rubljov.
Třetí singlový titul na okruhu ATP Tour získal Gruzínec Nikoloz Basilašvili, který trofej obhájil jako první tenista od Rogera Federera z roku 2005. Deblovou soutěž ovládl rakouský pár Oliver Marach a Jürgen Melzer, jehož členové vybojovali první společný titul.

## Rozdělení bodů a finančních odměn

### Rozdělení bodů
| Soutěž  | vítězové | finalisté | semifinalisté | čtvrtfinalisté | 16 v kole | 32 v kole | Q  | Q2 | Q1 |
| ------- | -------- | --------- | ------------- | -------------- | --------- | --------- | -- | -- | -- |
| dvouhra | 500      | 300       | 180           | 90             | 45        | 0         | 20 | 10 | 0  |
| čtyřhra | 500      | 300       | 180           | 90             | 0         | —         | —  | —  | —  |

### Finanční odměny
| Soutěž                              | vítězové  | finalisté | semifinalisté | čtvrtfinalisté | 16 v kole | 32 v kole | Q2      | Q1      |
| ----------------------------------- | --------- | --------- | ------------- | -------------- | --------- | --------- | ------- | ------- |
| dvouhra                             | 354 845 € | 178 220 € | 89 925 €      | 47 260 €       | 23 620 €  | 13 065 €  | 5 025 € | 2 515 € |
| čtyřhra                             | 111 490 € | 54 570 €  | 27 370 €      | 14 040 €       | 7 260 €   | —         | —       | —       |
| částka ve čtyřhře je uvedena na pár |           |           |               |                |           |           |         |         |

## Mužská dvouhra

### Nasazení
| Stát                           | Hráč                | ATP | Nasazení |
| ------------------------------ | ------------------- | --- | -------- |
| Rakousko                       | Dominic Thiem       | 4   | 1        |
| Německo                        | Alexander Zverev    | 5   | 2        |
| Itálie                         | Fabio Fognini       | 9.  | 3.       |
| Gruzie                         | Nikoloz Basilašvili | 16. | 4.       |
| Francie                        | Benoît Paire        | 28. | 5.       |
| Srbsko                         | Laslo Djere         | 32. | 6.       |
| Německo                        | Jan-Lennard Struff  | 35. | 7.       |
| Chile                          | Cristian Garín      | 37. | 8.       |
| Žebříček ATP k 15. červnz 2019 |                     |     |          |

### Jiné formy účasti na turnaji
Následující hráči obdrželi divokou kartu do hlavní soutěže:
- Daniel Altmaier
- Yannick Hanfmann
- Rudolf Molleker
- Alexander Zverev

Následující hráč obdržel zvláštní výjimku:
- Salvatore Caruso

Následující hráči postoupili z kvalifikace:
- Hugo Dellien
- Julian Lenz
- Thiago Monteiro
- Sumit Nagal

Následující hráč postoupil z kvalifikace jako tzv. šťastný poražený:
- Alejandro Davidovich Fokina

### Odhlášení
před začátkem turnaje
- Salvatore Caruso → nahradil jej  Alejandro Davidovich Fokina

## Čtyřhra

### Nasazení párů
| Země                                                                      | Hráč           | Země       | Hráč           | ATP | Nasazení |
| ------------------------------------------------------------------------- | -------------- | ---------- | -------------- | --- | -------- |
| Chorvatsko                                                                | Ivan Dodig     | Chorvatsko | Mate Pavić     | 47. | 1.       |
| Německo                                                                   | Kevin Krawietz | Německo    | Andreas Mies   | 47. | 2.       |
| Rakousko                                                                  | Oliver Marach  | Rakousko   | Jürgen Melzer  | 59. | 3.       |
| Nizozemsko                                                                | Robin Haase    | Nizozemsko | Wesley Koolhof | 59. | 4.       |
| Žebříček ATP k 15. červnu 2019; číslo je součtem umístění obou členů páru |                |            |                |     |          |

### Jiné formy účasti
Následující páry obdržely divokou kartu do hlavní soutěže:
- Daniel Altmaier /  Johannes Härteis
- Rudolf Molleker /  Nenad Zimonjić

Následující pár postoupil z kvalifikace:
- Julian Lenz /  Daniel Masur

## Přehled finále

### Mužská dvouhra
- Nikoloz Basilašvili vs.  Andrej Rubljov, 7–5, 4–6, 6–3

### Mužská čtyřhra
- Oliver Marach /  Jürgen Melzer vs.  Robin Haase /  Wesley Koolhof, 6–2, 7–6 (7–3)